# Omen (groupe)
Pour les articles homonymes, voir Omen.
Omen est un groupe de heavy metal américain, originaire de Los Angeles, en Californie. Depuis sa création, le groupe a fait paraître une dizaine d'albums studio à l'international, dont un coffret célébrant ses vingt années de carrière.

## Biographie
Le groupe est formé en 1983 par le guitariste Kenny Powell, ex-membre du groupe Savage Grace, et signé au label Metal Blade Records en 1984, auquel ils ont fait paraître leur premier album Battle Cry (contenant The Axeman, le single paru sur la bande originale du jeu vidéo Brütal Legend,). Un second album suit en 1985, intitulé Warning of Danger,. En 1986, ils font paraître un nouvel album, The Curse, leur première distribution majeure au label américain Capitol Records. Au Japon, le groupe atteint la 14e place du classement Burrn!.
Avec leur nouveau chanteur Coburn Pharr (qui quittera plus tard le groupe pour rejoindre Annihilator), ils font paraître Escape to Nowhere en 1988 ; Thorn in Your Flesh est leur premier single à succès aux États-Unis. En 1996, ils signent au label Massacre Records, et partent pour une tournée en Europe avec Fates Warning pour la première fois. En octobre 2003, leur ancien chanteur, J.D. Kimball, succombe à un cancer après trois ans de traitement. En 2012, ils annoncent un nouvel album, Hammer Damage, à paraître via DSN Music,. Après huit ans de reports de date, l'album est finalement publié en 2016.

## Membres

### Membres actuels
- Matt Story – chant
- Kenny Powell – guitare
- Andy Haas – basse
- Steve Wittig – batterie

### Anciens membres
- J.D Kimball – chant
- Coburn Pharr – chant
- Jody Henry – basse
- Gregg Powell – chant
- Kevin Goocher – chant[10]
- Cam Daigneault – batterie
- Chris Holly - guitare
- Rick Murray – batterie
- Scott Clute - basse
- Danny White - batterie
- Glenn Malicki - basse
- Wampa Zayas - batterie

## Discographie

### Albums studio
- 1984 : Battle Cry (Metal Blade Records)
- 1985 : Warning of Danger
- 1986 : The Curse
- 1988 : Escape to Nowhere
- 1997 : Reopening the Gates (Massacre Records)
- 2003 : Eternal Black Dawn (Crash Records)
- 2016 : Hammer Damage (DSN Music)

### Albums live
- 2012 : Into The Arena (DSN Music)

### EP
- 1987 : Nightmares (Metal Blade Records)

### Compilations
- 1989 : Teeth Of The Hydra (Metal Blade Records)
- 1998 : Battle Anthems (Metal Invader)
- 2010 : Blood - Steel - Vengeance (KRP)
- 2012 : Into The Arena (DSN Music)

### Coffrets
- 2003 : 20th Anniversary Box Set (Metal Blade Records)